# Passage du Mont-Cenis
Le passage du Mont-Cenis est une voie du 18e arrondissement de Paris, en France.

## Situation et accès
Le passage du Mont-Cenis est situé dans le 18e arrondissement de Paris. Il débute au 133, rue du Mont-Cenis et se termine au 80 bis-82, boulevard Ornano.

## Origine du nom
Il porte ce nom en raison du voisinage de la rue du Mont-Cenis.

## Historique
Cette voie privée qui s'appelait initialement « passage du Nord » a pris sa dénomination actuelle arrêté du 1er février 1877 puis elle a été classée dans la voirie parisienne par un arrêté municipal du 4 décembre 1992 après être devenue une voie publique.